# Sant Martí del Canigó (sardana)
Sant Martí del Canigó és una sardana de Pau Casals composta l'any 1943 durant el seu exili a Prada de Conflent i dedicada al monestir de Sant Martí del Canigó. L'obra està inspirada en el poema Canigó, de Jacint Verdaguer.
És una de les dues sardanes de Pau Casals escrites per a cobla i, tot i ser una sardana, la seva estructura és poc convencional, ja que té un tiratge de 171 compassos de llargs (normalment el tiratge de llargs d'una sardana sol oscil·lar entre 65 i 89 compassos). Quant al tiratge hi ha excepcions i n'és un exemple el Sereno, com també ho és Sant Martí del Canigó. Hi podem trobar altres coses no gaire habituals com un solo de 48 compassos de tenora que no deixa de ser més llarg del compte (com tota la sardana en general).
Aquesta sardana, que pel seu caràcter podria ser considerada un petit poema simfònic en forma de sardana, va ser orquestrada pel seu germà Enric Casals. Posteriorment Joan Costa va afegir-hi una lletra per a ser cantada.
Pau Casals a més d'escriure aquesta Obra per a cobla, la va instrumentar per a Orquestra de Càmbra i per a Orquestra Simfònica Juntament amb el seu germà Enric Casals.

## L'obra
Aquesta sardana té un important motiu característic que apareix just al començament de l'obra. El toquen per primer cop els fiscorns i no serà fins ben entrats els curts que aquests recrearan el so d'una campana repicant. Aquesta és una referència clara al monestir de Sant Martí del Canigó, el qual està situat molt a prop d'on vivia el compositor durant el seu exili. Aquesta referència a l'abadia es repetirà al principi dels llargs per partida doble.
Al mateix temps tornarem a sentir les campanes aquest cop repartides entre diferents instruments de la cobla, els quals les recrearan de forma alterna i amb molta més solemnitat. El so de les campanes serà complementat per un tema musical que apareixerà en els fiscorns i contrabaixos i que fa referència diàfana a un cant gregorià. Aquest segon tema anirà en augment i a poc a poc s'hi aniran afegint instruments, de manera que el que havia començat mitjançant una sola veu s'anirà enriquint harmònicament fins que desembocarà en el solo de tenora.
És necessari recalcar que els llargs esdevenen la representació simbòlica i figurativa d'una evolució molt important. Comencen de manera molt solemne, amb campanes, i a mesura que avança la partitura percebem com la llum va vencent a la foscor. Si féssim un símil, seria com si aquell ocell que es trobava al claustre del Monestir de pedra s'allunyi volant i vegi que està situat entre muntanyes al bell mig de la naturalesa.